# Doris Pack
Doris Pack (Schiffweiler, 18 marzo 1942) è una politica tedesca, europarlamentare dal 1989 al 2014.